# بي بي إس
بوبليك برودكاستنغ سيرفيس (بالإنجليزية: Public Broadcasting Service) وتعرف اختصارًا (PBS)، هي محطة الشبكة التلفزيونية الأمريكية، أسست سنة 1952م، ولها أكثر من 354 محطة تلفزيونية وإذاعية في كافة الولايات المتحدة الأمريكية، وتتوفر باللغة الإنجليزية وبعض المحطات باللغة الإسبانية . وغالباً بأن ينتج برامج تلفزيونية وخلف كواليس للأفلام الأمريكية.

## وصلات خارجية
- الموقع الرسمي